# Старые культуры кедра и лиственницы
«Старые культуры кедра и лиственницы» — ботанический памятник природы в Свердловской области, Россия. 
Лиственнично-кедровая роща расположена в черте города Карпинска по улице Советской. Площадь памятника природы составляет 6 га. В роще произрастают кедр сибирский (Pinus sibirica) и лиственница сибирская (Larix sibirica), в незначительном количестве присутствуют берёза бородавчатая (Betula pendula) и сосна обыкновенная (Pinus sylvestris). Возраст кедровых деревьев составляет более 170 лет, высота стволов в среднем 21 м, диаметр стволов в среднем 53 см. В период с 1972 по 2014 год средний диаметр кедра увеличился на 13 см, а средняя высота деревьев увеличилась на 2 м. Количество кедровых деревьев с 2004 года уменьшилось на 12 и составляет 67 деревьев.
Лиственнично-кедровая роща была посажена на окраине рабочего посёлка при бывшем Богословском горном заводе. Она появилась в 70-х годах 19-го века в результате посадки дичков, взятых из таёжных древостоев. Существует несколько версий появления кедровых насаждений. По одной из них, кедры были посажены в своё время Александром Васильевичем Демидовым (1855—1914), который с 1874 года работал лесничим в Богословске. По другой версии, кедровая роща была заложена во время строительства Богословской заводской больницы Иваном Ивановичем Белавиным (1852—1930), который с 1886 года работал врачом в Богословском горном округе и лично контролировал ход строительства больницы.
Впервые насаждения кедра были объявлены памятником природы 30 июня 1983 года Решением Свердловского облисполкома № 286, а 5 июля 1988 года Карпинское городское отделение Всероссийского общества охраны природы составило паспорт на памятник природы. Тогда же предприятие «Карпинский мехлесхоз» (ныне не существующее) взяло на себя обязательство по его охране. Постановлением Правительства Свердловской области от 17 января 2001 года № 41-ПП ботанический памятник природы «Старые культуры кедра» включён в перечень особо охраняемых природных территорий Свердловской области. Этим же правовым актом охрана территории объекта возложена на администрацию городского округа Карпинск.
Карпинская лиственнично-кедровая роща — единственная на территории бывшего СССР, где можно проследить особенности совместного роста лиственницы и кедра на протяжении более 100 лет.

### Меры по сохранению памятника природы
- Запрет самовольного промысла орехов населением;
- Контроль за рекреационной нагрузкой на территорию памятника природы[9].